# Capelle-les-Grands
Capelle-les-Grands is een gemeente in het Franse departement Eure (regio Normandië) en telt 359 inwoners (1999). De plaats maakt deel uit van het arrondissement Bernay.

## Geografie
De oppervlakte van Capelle-les-Grands bedraagt 13,2 km², de bevolkingsdichtheid is 27,2 inwoners per km².
De onderstaande kaart toont de ligging van Capelle-les-Grands met de belangrijkste infrastructuur en aangrenzende gemeenten.

## Demografie
Onderstaande figuur toont het verloop van het inwonertal (bron: INSEE-tellingen).

1. ↑  Populations de référence 2022.